# El-Abid
De (Oued) El-Abid is een rivier in West-Marokko van ongeveer 220 km lengte. Het is een zijrivier van de Oum er-Rbia. De rivier ontspringt in het oostelijke deel van de Hoge Atlas in het Maskermassief en stroomt door een aantal bekkens tussen de Midden- en Hoge Atlas.
De bouw van een stuwdam waardoor een stuwmeer ontstond bij het dorp Bin El Ouidane maakte het mogelijk om het water te benutten voor de irrigatie van grote delen van de Tadlavlakte.